# 이상호 (1961년)
이상호(李相鎬, 1959년 10월 23일(음력)는 대한민국의 전 권투 선수이다. 178cm. 프로 통산 전적 48전 46승(39KO)2패.

## 약력
강원도 원주 출신. 1980년 2월17일 프로 데뷔. 1982년 세계복싱협회(WBA) 주니어 웰터급 1위. 1986년 11월 1일 동양태평양복싱연맹(OPBF) 주니어웰터급 챔피언. 1988년 3월 1일 OPBF 3차 방어 반납. 은퇴. 한국권투인협회 회장.